# Bagnomaria (film)
Bagnomaria è un film del 1999, diretto e interpretato da Giorgio Panariello.

## Trama
A Pietrasanta fervono i preparativi per l'annuale festa di fine estate ed è in questo contesto che si incrociano le avventure di quattro particolari soggetti.
Merigo è un simpatico uomo sui quarant'anni con la passione per il vino e per le biciclette, spesso bersaglio di scherzi meschini da parte degli amici del bar; il film si apre proprio con uno di questi, in cui l'oggetto dello scherzo come al solito è la sua amata bicicletta. Merigo verrà poi convinto ad andare a ritirare cento bottiglie di Brunello di Montalcino, ma anche dietro questa richiesta si cela uno scherzo: la famiglia che abita il podere dove Merigo dovrà ritirare il famoso vino è infatti stata da poco colpita da un lutto, poiché è morto l'anziano padre che di nome faceva appunto Brunello. Di ritorno dal podere, dopo una serie esilarante di malintesi, a Merigo la bici verrà rubata davvero da Simone e quella messa in palio alla lotteria della festa da Livorno il meccanico verrà vinta dallo stesso, che però, in accordo con gli amici del bar, deciderà poi di regalarla a Merigo.
Pierre è il figlio del sindaco, nottambulo e scansafatiche, di professione PR e in perenne contrasto col padre a causa del suo stile di vita. Il giovane cercherà di riscattarsi assieme ai suoi amici discotecari organizzando a sorpresa la festa di paese già preparata dal padre per compiacere i suoi elettori. Inizialmente il padre è su tutte le furie per la festa a sorpresa, ma poi quando vedrà che tutti, specialmente i giovani, lo acclamano per la riuscita dello spettacolo, i contrasti tra padre e figlio si dissolveranno.
Simone è un bambino vivace e pestifero che scappa per l'ennesima volta dalla colonia estiva gestita dalle suore in cui si trovava. Il suo girovagare lo porta ad incrociare una giovane e bella venditrice di bomboloni, Mara, di cui si innamora al punto da seguirla per l'intera giornata. Avendo l'abitudine di lasciare ogni persona con cui ha una discussione a testa in giù (vittime saranno il bambino sulla spiaggia, il gelataio e il fiorista), sarà il tormento del vigile Rodolfo, marito di Mara e che alla fine sarà anche lui vittima di Simone, che cercherà inutilmente di riportarlo alla colonia.
Mario è il bagnino del Bagnomaria, storico stabilimento balneare gestito dalla signora Bice caduto però in disgrazia a causa della concorrenza spietata del limitrofo Bagno 2000, notevolmente più moderno e confortevole, monitorato dal bagnino russo Boris, una montagna di muscoli con cui Mario entrerà subito in competizione. I forti investimenti che servirebbero per evitare la chiusura del Bagnomaria sembrano far propendere la signora Bice per la vendita dello stabilimento, ma sarà poi Mario a proporle un modo per evitare che ciò accada: una sfida di apnea con Boris. La sfida viene vinta da Mario, che però non riemerge. I soccorsi lo cercheranno per tutta la notte, senza trovarlo. La signora Bice lancia una rosa in mare per Mario, creduto morto, ma questi alla fine riemerge vivissimo dall'acqua esclamando di essersi appisolato.

## Produzione
Il film è stato girato nell'estate del 1998 in Versilia, fra Marina di Pietrasanta e Forte dei Marmi, mentre alcune scene sono state girate a Montecarlo, alla Fattoria "Il Teso" e alla chiesa di San Piero.

## Critica
I quattro protagonisti del film, tutti interpretati da Panariello, sono alcuni dei personaggi sui quali il comico toscano incentrava i suoi spettacoli in quegli anni. La critica tuttavia bocciò severamente il film, facendo leva sulla convinzione che la trasposizione cinematografica di questi sketch non abbia sortito l'effetto sperato. Panariello, inoltre, ottenne la nomination come "Peggior attore" durante l'edizione 1999 dei "Fiaschi d'oro".